# Лозано, Флоренция

Флоренция Лозано (англ. Florencia Lozano; род. 16 декабря 1969, Принстон, Нью-Джерси) — американская актриса. Лозано известна благодаря своей длительной роли Теи Дельгадо в дневной мыльной опере «Одна жизнь, чтобы жить», которую она играла с 1997 по 2013 год. Она присоединилась к шоу в январе 1997 года и оставалась в нём вплоть до финала в начале 2012 года. Позже она присоединилась к сестринскому мылу «Главный госпиталь».
Лозано родилась в Принстоне, Нью-Джерси, в семье эмигрантов из Аргентины. Она выросла в Массачусетсе и окончила Брауновский университет, после чего переехала в Нью-Йорк, где изучала актёрскую профессию в школе искусств Тиша Нью-Йоркского университета. В декабре 1996 года она получила роль в «Одна жизнь, чтобы жить» и год спустя номинировалась на премию «Дайджеста мыльных опер» за лучший дебют.
Лозано в разные годы появилась в ряде прайм-тайм сериалов, снятых в Нью-Йорке, где она играла в мыльной опере. Среди них были «Закон и порядок: Специальный корпус», «Закон и порядок: Преступное намерение», «Помадные джунгли», «Дурнушка», «Дорогой доктор», «Голубая кровь» и «Тайны Лауры». Лозано также была оригинальной исполнительницей роли Элеанор Уолдорф в «Сплетница», но после пилотного эпизода была заменена на Маргарет Колин. В 2007 году состоялся её дебют на большом экране, в триллере «Идеальный незнакомец». С тех пор у неё были небольшие роли в фильмах «Список контактов», «Вероника решает умереть» и «Укради мою жену».
В 2016 году Лозано получила регулярную роль во втором сезоне сериала Netflix «Нарко».

## Избранная фильмография
| Год       |   | Русское название       | Оригинальное название | Роль            |
| --------- | - | ---------------------- | --------------------- | --------------- |
| 1997—2013 | с | Одна жизнь, чтобы жить | One Life to Live      | Тея Дельгадо    |
| 2007      | с | Сплетница              | Gossip Girl           | Элеанор Уолдорф |
| 2012      | с | Главный госпиталь      | General Hospital      | Тея Дельгадо    |